# Zaphod Beeblebrox
Zaphod Beeblebrox is een personage in Douglas Adams’ serie Het Transgalactisch Liftershandboek. Hij komt in elke incarnatie van deze serie voor. Douglas Adams baseerde het personage op Johnny Simpson, een man die hij kende van Cambridge.
Zaphod komt van een planeet in de buurt van de Betelgeuze, en is de "semi-halfbroer" van Ford Prefect. De twee delen drie van dezelfde moeders. Door een fout met een tijdmachine zijn z’n voorouders tevens z’n nakomelingen.
In enkele Nederlandse vertalingen wordt zijn naam vertaald naar Zefod Bijsterbuil.

## Uiterlijk
Zaphod lijkt op een mens, maar hij heeft twee hoofden en drie armen. Over hoe hij aan deze extra ledematen komt bestaan verschillende verhalen. In de radioserie wordt onthuld dat zijn derde arm ontstond zes maanden nadat hij het personage Trillian ontmoette op aarde. In de boeken heeft hij de extra arm zelf laten aanbrengen als hulp voor het ski-boxen.
In de meeste incarnaties zitten Zaphods hoofden naast elkaar op zijn romp. Alleen in de film zitten de hoofden onder elkaar, waarbij het tweede hoofd meestal verborgen zit onder zijn kleding. Zaphod verbergt zijn derde arm meestal onder zijn kleding.

## Achtergrond
Zaphod is de uitvinder van de Pan Galactic Gargle Blaster, een speciale mixdrank. Hij is tevens de enige die meer dan drie van deze in een keer kan opdrinken. Hij heeft zeven keer op rij de jaarlijkse verkiezing voor “slechtst geklede wezen in het bekende universum” gewonnen.
Zaphod was tien jaar president van de Melkweg. Dit hield echter weinig in daar deze president geen politieke macht heeft, maar enkel als middel dient om het volk af te leiden zodat niemand zich af gaat vragen wie er werkelijk de macht heeft. Hij is de enige man ooit die de Total Perspective Vortex heeft overleefd. Hij heeft ook twee jaar in de gevangenis gezeten voor fraude.
Qua karakter is Zaphod erg onverantwoordelijk egoïstisch tot het punt van solipsisme. Hij is ook ongevoelig voor wat de mensen om hem heen denken. In de boeken en radioserie is hij desondanks erg charismatisch, waardoor veel mensen zijn slechte eigenschappen negeren of voor lief nemen. In de film is hij minder charismatisch, maar eerder dom.
In de boeken en radioseries is Zaphod altijd bezig met een groot plan waar hij zelf echter niet veel van snapt, en derhalve niet veel voor kan doen. Dit komt doordat hij het deel van zijn hersenen waarin dit plan was opgeslagen had laten verwijderen alvorens president te worden, uit angst dat anders bij de hersenscan die elke presidentskandidaat moet ondergaan zijn plan aan het licht zou komen. Dit plan blijkt uiteindelijk te zijn om met de Heart of Gold op zoek te gaan naar de ware heerser van het universum.